# 속짱
속짱시(베트남어: Thành Phố Sóc Trăng / 城舖朔莊)는 베트남 남부 속짱성의 성도로 인구는 173,922명이다. 도시의 이름은 크메르어에서 유래한 것으로 일컬어진다. 베트남 통일 전에는 카인흥이라는 이름으로 불렸으며 바쑤옌 성의 성도였다. 킨족이 다수를 차지하지만 크메르인과 화교가 많이 거주한다. 호찌민 시와 껀터를 연결하는 국도 1A호선이 지나간다.

## 행정구역
속짱시는 10개의 방(坊)으로 구성되어 있다.

### 방
- 1방 (Phường 1)
- 2방 (Phường 2)
- 3방 (Phường 3)
- 4방 (Phường 4)
- 5방 (Phường 5)
- 6방 (Phường 6)
- 7방 (Phường 7)
- 8방 (Phường 8)
- 9방 (Phường 9)
- 10방 (Phường 10)

### 인구
속짱시는 킨족 이외에도 중국계 민족과 주요한 소수민족인 크메르족이 있다.

### 지리
롱푸현은 동쪽과 북쪽으로 경계를 이루고 있으며, 미이뚜현이 서쪽과 북쪽으로 경계를 이루고, 쩌우타인현이 서쪽으로, 그리고 미이쑤옌현이 남쪽으로 경계를 접하고 있다.

## 기후
| 속짱시의 기후                      | 속짱시의 기후 | 속짱시의 기후 | 속짱시의 기후 | 속짱시의 기후 | 속짱시의 기후 | 속짱시의 기후 | 속짱시의 기후 | 속짱시의 기후 | 속짱시의 기후 | 속짱시의 기후 | 속짱시의 기후 | 속짱시의 기후 | 속짱시의 기후 |
| 월                                 | 1월           | 2월           | 3월           | 4월           | 5월           | 6월           | 7월           | 8월           | 9월           | 10월          | 11월          | 12월          | 연간          |
| ---------------------------------- | ------------- | ------------- | ------------- | ------------- | ------------- | ------------- | ------------- | ------------- | ------------- | ------------- | ------------- | ------------- | ------------- |
| 역대 최고 기온 °C (°F)             | 35.3 (95.5)   | 35.6 (96.1)   | 36.7 (98.1)   | 37.1 (98.8)   | 37.8 (100.0)  | 35.5 (95.9)   | 34.5 (94.1)   | 34.0 (93.2)   | 33.6 (92.5)   | 33.8 (92.8)   | 32.9 (91.2)   | 32.5 (90.5)   | 37.8 (100.0)  |
| 일평균 최고 기온 °C (°F)           | 30.3 (86.5)   | 31.2 (88.2)   | 32.7 (90.9)   | 33.9 (93.0)   | 32.9 (91.2)   | 31.6 (88.9)   | 31.1 (88.0)   | 30.7 (87.3)   | 30.7 (87.3)   | 30.6 (87.1)   | 30.3 (86.5)   | 29.6 (85.3)   | 31.3 (88.3)   |
| 일일 평균 기온 °C (°F)             | 25.3 (77.5)   | 25.9 (78.6)   | 27.3 (81.1)   | 28.5 (83.3)   | 28.0 (82.4)   | 27.3 (81.1)   | 27.1 (80.8)   | 26.9 (80.4)   | 26.8 (80.2)   | 26.7 (80.1)   | 26.4 (79.5)   | 25.5 (77.9)   | 26.8 (80.2)   |
| 일평균 최저 기온 °C (°F)           | 22.0 (71.6)   | 22.4 (72.3)   | 23.4 (74.1)   | 24.6 (76.3)   | 24.7 (76.5)   | 24.6 (76.3)   | 24.4 (75.9)   | 24.3 (75.7)   | 24.3 (75.7)   | 24.3 (75.7)   | 23.8 (74.8)   | 22.4 (72.3)   | 23.8 (74.8)   |
| 역대 최저 기온 °C (°F)             | 13.9 (57.0)   | 13.1 (55.6)   | 16.9 (62.4)   | 18.8 (65.8)   | 19.5 (67.1)   | 21.8 (71.2)   | 21.3 (70.3)   | 21.3 (70.3)   | 19.5 (67.1)   | 15.7 (60.3)   | 18.0 (64.4)   | 13.0 (55.4)   | 13.0 (55.4)   |
| 평균 강수량 mm (인치)              | 5 (0.2)       | 3 (0.1)       | 11 (0.4)      | 64 (2.5)      | 231 (9.1)     | 277 (10.9)    | 267 (10.5)    | 299 (11.8)    | 287 (11.3)    | 314 (12.4)    | 135 (5.3)     | 34 (1.3)      | 1,926 (75.8)  |
| 평균 강수일수                      | 1.4           | 0.8           | 1.6           | 6.5           | 18.4          | 22.8          | 23.2          | 23.7          | 24.3          | 22.3          | 11.4          | 5.7           | 162.1         |
| 평균 상대 습도 (%)                 | 78.8          | 77.5          | 75.9          | 77.5          | 84.2          | 86.8          | 87.2          | 87.7          | 88.5          | 87.9          | 85.2          | 82.0          | 83.2          |
| 평균 월간 일조시간                 | 248           | 252           | 276           | 249           | 190           | 156           | 172           | 161           | 149           | 162           | 199           | 209           | 2,423         |
| 출처: 베트남 과학 기술 양성 연구소 |               |               |               |               |               |               |               |               |               |               |               |               |               |

## 문화
속짱성 200개 탑중 50개가 속짱시에 위치해 있다. 가장 유명한 것으로는 도이 사원의 밧탑과 닷세트 사원의 점토탑이다.
- 필리프 뢰슬러 - 속짱시 출신으로 2011년부터 2013년까지 독일의 부수상직과 연방경제에너지부 장관직을 겸했다.
- 30/4 공원
- 담수호
- 크메르 문화 갤러리
- 지방 박물관
- 박당 공원

## 교통
1번 고속도로가 속짱시에서 남쪽으로 까마우까지, 껀터, 호찌민시, 그리고 북쪽으로 연결한다. 정기 버스편이 시외를 운행하고 있다. 가장 가까운 공항은 껀터에 위치해 있으며, 도심에서 약 60km 정도의 거리이다.